# Кабардинское вторжение в Балкарию (1917)
Конфликт между кабардинцами и балкарцами (1917) — вооружённое столкновение, произошедшее летом 1917 года на территории Кабарды и Балкарии.

## История
В июле–августе 1917 года свано-балкарские шайки угнали до 3 000 голов скота у кабардинцев. В ответ кабардинцы в количестве 2–3 тысяч человек организовали поход против Урусбиевского общества. Балкарцы заняли оборону в ущелье, на помощь им пришли сваны, хорошо знавшие горный рельеф. Совместно они заняли господствующие высоты, закрепились на гребнях и начали обстрел кабардинских отрядов. Попытки штурма были отбиты с потерями. Кабардинцам не удалось прорваться вглубь ущелья.
После неудачи кабардинцы окружили ущелье, перекрыли все выходы и отрезали урусбиевцев от плоскости. Они потребовали выплату за угнанный скот и пригрозили удерживать ущелье, пока требование не будет выполнено. В условиях голода, нехватки хлеба и изоляции урусбиевцы согласились на мировую и выплатили компенсацию.
Под угрозой дальнейших репрессий балкарский крестьянский совет был распущен. В конфликт вмешался кабардинский полк «Дикой дивизии», усилив позиции кабардинцев.
Балкарцы обратились за поддержкой к горскому правительству во Владикавказе, но оно не смогло оказать помощь. После этого балкарцы начали ориентироваться на внешние силы, включая район Моздока.